# Léon Gambetta
Léon Gambetta (n. 2 aprilie 1838, Cahors - d. 31 decembrie 1882, Paris) a fost un om de stat francez republican a cărui activitate a devenit proeminentă după Războiul Franco-Prusac. Léon Gambetta a fost președintele consiliului de miniștri în perioada 14 noiembrie 1881–31 decembrie 1882. 